# NGC 2903
NGC 2903 (również PGC 27077 lub UGC 5079) – galaktyka spiralna z poprzeczką (SBbc), znajdująca się w gwiazdozbiorze Lwa w odległości około 20 milionów lat świetlnych. Została odkryta 16 listopada 1784 roku przez Williama Herschela.

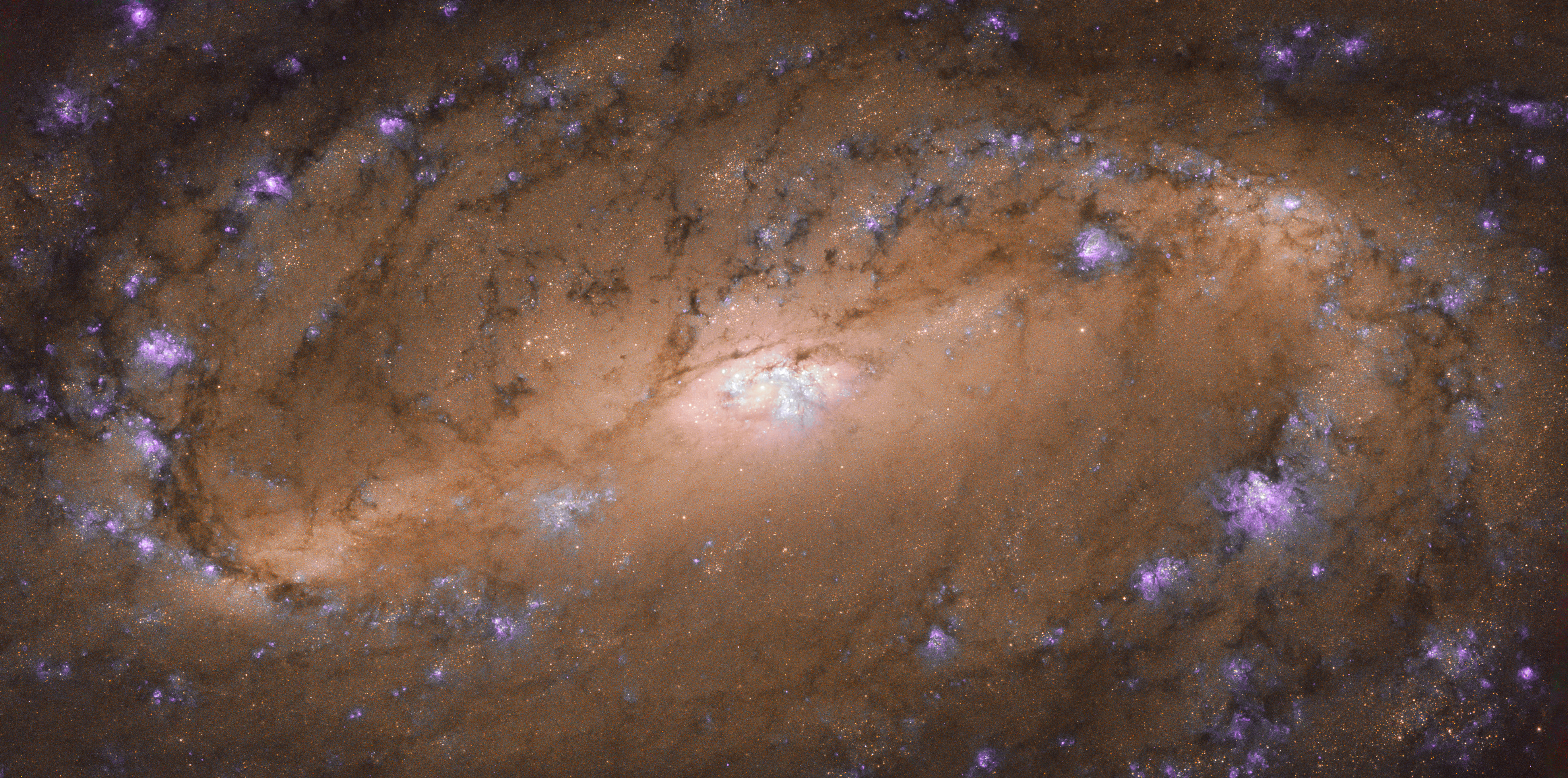
Zbliżenie centralnej części galaktyki, zdjęcie z Teleskopu Hubble’a

Galaktyka NGC 2903 jest jedną z najjaśniejszych galaktyk nieba północnego. Posiada ona wyraźne ramiona spiralne. Znajdują się w niej zarówno stare jak i młode gromady gwiazd oraz obfite obłoki pyłu i gazu. NGC 2903 wykazuje wyjątkowy duży poziom aktywności formowania nowych gwiazd w pobliżu swego centrum, które jest jasne również w zakresie radiowym, podczerwonym, ultrafioletowym oraz rentgenowskim. Średnica tej galaktyki wynosi 80 000 lat świetlnych.